# Ministrowie bez teki (Wielka Brytania)
Ministrowie bez teki (ang. Minister without Portfolio) – stanowisko w rządzie Wielkiej Brytanii, zwykle obsadzane przez przewodniczącego partii rządzącej (tzw. „Party Chair”). Stanowisko to może być również łączone z urzędami lorda tajnej pieczęci lub kanclerza Księstwa Lancaster.

## Ministrowie bez teki
- 1805–1806: William Cavendish-Bentinck, 3. książę Portland
- 1806–1807: William FitzWilliam, 4. hrabia FitzWilliam
- 1809–1812: Dudley Ryder, 1. hrabia Harrowby
- 1812–1812: John Pratt, 2. hrabia Camden
- 1819–1820: Henry Phipps, 1. hrabia Mulgrave
- 1827–1827: Henry Petty-Fitzmaurice, 3. markiz Lansdowne
- 1827–1827: William Bentinck, 4. książę Portland
- 1830–1834: George Howard, 6. hrabia Carlisle
- 1841–1846: Arthur Wellesley, 1. książę Wellington
- 1852–1858: Henry Petty-Fitzmaurice, 3. markiz Lansdowne
- 1853–1854: lord John Russell
- 1867–1868: Spencer Horatio Walpole
- 1887–1888: Michael Hicks-Beach
- 1915–1916: Henry Petty-Fitzmaurice, 5. markiz Lansdowne
- 1916–1917: Arthur Henderson
- 1916–1918: Alfred Milner, 1. wicehrabia Milner
- 1917–1919: Jan Smuts
- 1917–1918: Edward Carson
- 1917–1920: George Nicoll Barnes
- 1919–1919: Eric Geddes
- 1920–1921: Laming Worthington-Evans
- 1921–1922: Christopher Addison
- 1935–1935: Anthony Eden
- 1935–1936: lord Eustace Percy
- 1939–1939: Leslie Burgin
- 1939–1940: Maurice Hankey, 1. baron Hankey
- 1940–1942: Arthur Greenwood
- 1942–1944: William Jowitt
- 1946–1946: Albert Alexander
- 1947–1947: Arthur Greenwood
- 1954–1957: Geoffrey FitzClarence, 5. hrabia Munster(inne języki)
- 1961–1962: Percy Mills, 1. baron Mills
- 1962–1964: Bill Deedes
- 1963–1964: Peter Carington, 6. baron Carrington
- 1964–1966: Eric Fletcher(inne języki)
- 1964–1967: Arthur Champion, baron Champion(inne języki)
- 1966–1967: Douglas Houghton
- 1967–1968: Edward Shackleton, baron Shackleton
- 1967–1967: Patrick Gordon Walker
- 1968–1969: George Thomson
- 1969–1970: Peter Shore
- 1970–1974: Niall Macpherson, 1. baron Drumalbyn(inne języki)
- 1984–1985: David Young, baron Young of Graffham
- 1994–1995: Jeremy Hanley
- 1995–1997: Brian Mawhinney
- 1997–1998: Peter Mandelson
- 2001–2002: Charles Clarke
- 2002–2003: John Reid
- 2003–2006: Ian McCartney
- 2006–2007: Hazel Blears
- 2010–2012: Sayeeda Warsi, baronowa Warsi
- 2012–2015: Grant Shapps
- 2012–2014: Kenneth Clarke
- 2013–2014: John Hayes(inne języki)
- 2015–2016: Robert Halfon(inne języki)
- 2018–2019: Brandon Lewis
- 2019–2020: James Cleverly
- 2020–2021: Amanda Milling
- 2021–2022: Oliver Dowden
- 2022–2022: Andrew Stephenson
- 2022–2022: Jake Berry(inne języki)
- 2022–2023: Nadhim Zahawi
- 2023–2023: Greg Hands(inne języki)
- 2023–2024: Richard Holden(inne języki)
- od 2024: Ellie Reeves

## Źródła
- Strona rządowa